# Polskie Towarzystwo Przyjaciół Nauk o Ziemi
Polskie Towarzystwo Przyjaciół Nauk o Ziemi – polskie stowarzyszenie założone w roku 1972 w celu popularyzacji i wspierania badań z zakresu nauk o Ziemi.
Jedną z form realizacji statutowych celów jest wydawanie książek poświęconych różnym aspektom przyrody i geologii; Towarzystwo organizuje też odczyty i prelekcje popularnonaukowe. W 2016 r. posiadało osiem oddziałów: dolnośląski, górnośląski, krakowski, pomorski, sudecki, warszawski, zachodniopomorski i ziemi lubuskiej.